# Tiglatpilesar I.
Tiglatpilesar I. (z hebrejského  přepisu akkadského Tukultí-apil-Ešarra, „Má víra je v synu Ešařině“) byl významným asyrským králem v průběhu tzv. středoasyrského období (1114–1076 př. n. l.). Podle Georgese Rouxe byl „jedním ze dvou či tří velkých asyrských panovníků od dob Šamši-Adada I.“ Podle zachovalých nápisů můžeme usuzovat, že si pečlivě vytvářel auru hrozivého panovníka pro své poddané a hlavně pro své nepřátele. Jeho otcem byl král Aššur-réša I.

## Válečná tažení
Jeho první válečná kampaň byla namířena proti Muškiům, kteří okupovali některé asyrské oblasti horního Eufratu; pak obsadil území tehdejší Kommagény a východní Kappadokii a vyhnal Chetity z asyrské provincie Subartu, ležící severovýchodně od Malatye.
V následujícím tažení pronikly asyrské síly do hor jižně od Vanského jezera. Pak se obrátily na západ a dosáhly podrobení celé Malatye. Již v pátém roce vlády Tiglatpilesar zaútočil na kappadocké město Komana, kde po svém vítězství postavil pevnost na ochranu nově nabytých kilikijských území. V této pevnosti umístil záznam o vítězném tažení, vyrytý do měděných tabulek.
Dalším cílem tohoto asyrského krále se stali Aramejci v severní Sýrii; jeho vojska se dostala až k pramenům Tigridu. Kontrolu nad důležitou horskou cestou do Středomoří mu zabezpečilo dobytí chetitského města Pitru na křižovatce cest mezi Eufratem a městem Sajur. Poté jeho výboje pokračovaly k městům Gebal (Byblos) a Sidon a konečně k fénickému Arvadu. Zde podle legendy nastoupil na loď a při plavbě na moři zabil nahiru neboli „mořského koně“ (podle překladu A. Leo Oppenheima narwhala).
Tiglatpilesar byl vášnivým lovcem, a také velkým podporovatelem stavitelství. Opravy chrámů boha Ašura a Hadada ve městě Aššúr jsou připisovány právě jemu.
Pozdní období jeho vlády bylo v podstatě již jen snahou o udržení kontroly nad celistvostí říše, obzvlášť vzhledem ke stále častějším útokům aramejských kmenů. Tiglatpilesar I. zemřel roku 1076 př. n. l. a po něm nastoupil na trůn jeho syn Ašaréd-apil-Ekur. Další králové Aššur-bél-kala a Šamší-Adad IV. byli rovněž jeho syny.